# The Devil's Rock
The Devil's Rock é um filme de terror sobrenatural produzido na Nova Zelândia e lançado em 2011.